# Жирафа Торнікрофта
Жирафа Торнікрофта ( Giraffa camelopardalis thornicrofti ), також відома як родезійська жирафа або жирафа Луангва, є підвидом масайської жирафи ( Giraffa tippelskirchi thornicrofti ).   Вона географічно ізольована і зустрічається лише в південній частині долини Луангва в Замбії. Жирафа Торнікрофта є ендеміком Замбії. Приблизно 550 особин живуть у дикій природі без популяцій у неволі. Тривалість життя становить 22 роки для самців і 28 років для самок. Екотип був названий на честь Гаррі Скотта Торнікрофта, комісара в тодішній Північно-Східній Родезії, а пізніше в Північній Родезії. 

## Опис
Жирафи Торнікрофта високі з дуже довгою шиєю. У них довгі темні язики та роги кольору шкіри.  Жирафи мають типовий малюнок шерсті. Візерунок складається з великих плям неправильної форми від коричневого до чорного, розділених смугами від білого до жовтого.
Шерсть самців жираф темніє з віком, особливо плями.

## Дієта

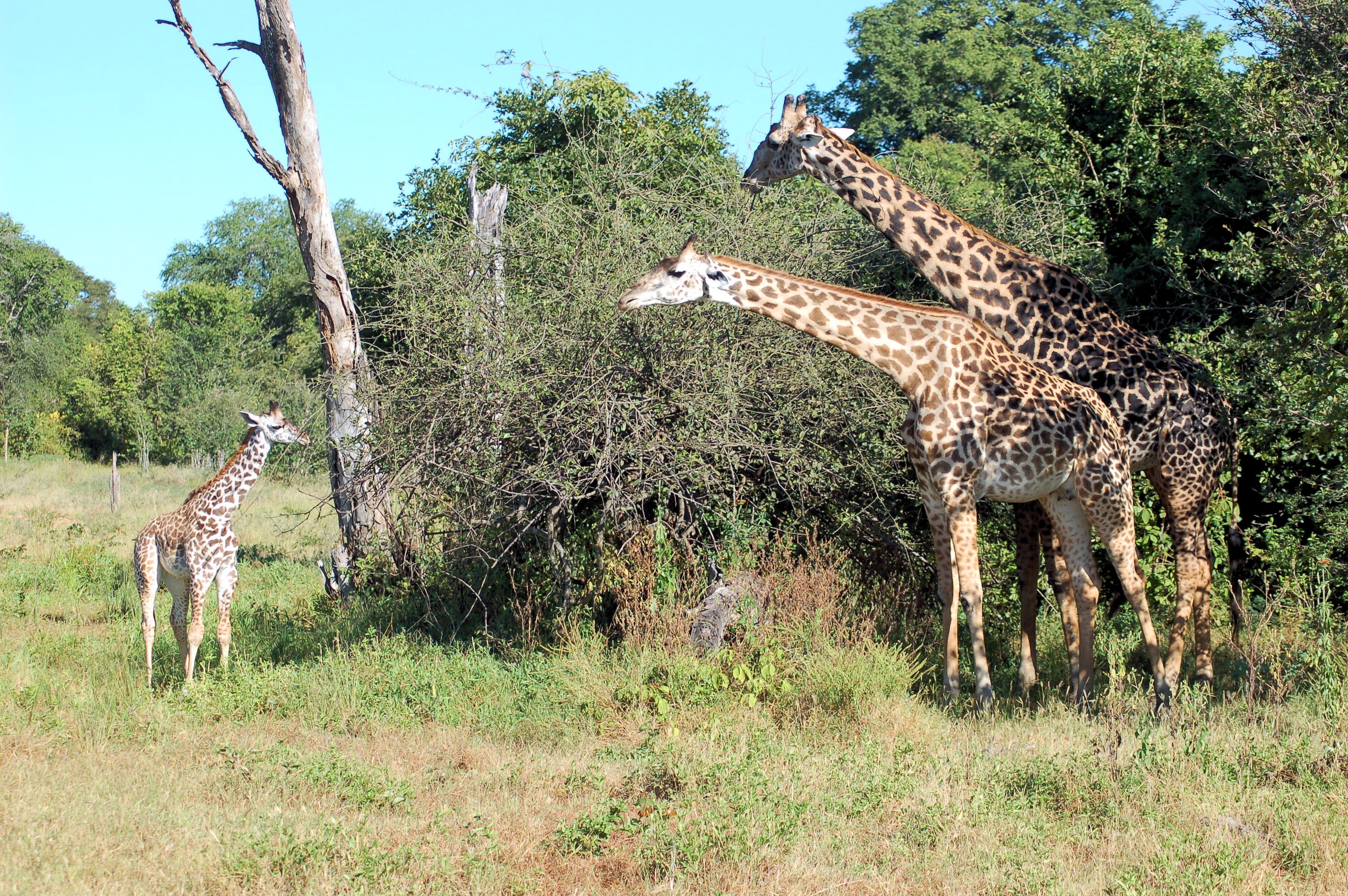
Сім'я жирафів Торнікрофта переглядає Національний парк Південна Луангва, Замбія

Жирафи — в основному харчуються листям і пагонами дерев і чагарників. Вони споживають листяні рослини, їдять квіти, фрукти та стручки, коли вони доступні. Вони можуть отримувати воду з листя, яке споживають, але коли вода доступна, п’ють регулярно.

## Розмноження
Жирафи Торнікрофта розмножуються протягом року. Вони досягають статевої зрілості приблизно в шість років, а потім приносять потомство приблизно кожні 2 роки. Близько половини всіх телят гине у віці до одного року, в основному через хижаків. Жирафа може завагітніти під час лактації.

## Охорона
Giraffa camelopardalis thornicrofti є ендеміком Замбії з чисельністю приблизно 550 особин. В неволі їх немає. Екотуризм відіграє важливу роль у збереженні всіх підвидів жираф, завдяки їх популярності серед туристів. Відповідно до МСОП жирафи як вид класифікуються як вразливі, але їх популяція швидко скорочується, а деякі підвиди занесені до списку критично зникаючих. Основними загрозами для них є браконьєрство, зростання людської популяції, втрата середовища існування, фрагментація середовища існування та деградація середовища існування.